# Émile Nadeau
Émile Nadeau (Prévost, 13 gennaio 2004) è uno sciatore freestyle canadese.

## Biografia
Specializzato nei salti e attivo a livello internazionale dal gennaio 2019, Nadeau ha debuttato in Coppa del Mondo il 7 febbraio dell'anno successivo, classificandosi 17º a Deer Valley. Il 19 marzo 2023 ha ottenuto il suo primo podio, concludendo 3º ad Almaty, nella gara vinta dallo svizzero Pirmin Werner.

## Palmarès

### Mondiali juniores
- 1 medaglia:
  - 1 bronzo (salti a Chiesa in Valmalenco 2022)

### Coppa del Mondo
- Miglior piazzamento nella Coppa del Mondo di salti: 11º nel 2024
- 3 podi:
  - 3 terzi posti